# Arctia fuscolimbata
Arctia fuscolimbata là một loài bướm đêm thuộc phân họ Arctiinae, họ Erebidae.